# (10007) Малыйтеатр
(10007) Малыйтеатр (лат. Malytheatre) — типичный астероид главного пояса, открыт 16 декабря 1976 года советским астрономом Людмилой Черных в Крымской астрофизической обсерватории и 6 января 2007 года назван в честь Малого театра.

## Обнаружение и именование
(10007) Малыйтеатр
Открыт 16 декабря 1976 года в Крымской астрофизической обсерватории Л. И. Черных.
Старейший российский театр — Малый театр в Москве, также известный как дом Островского и “Второй Московский университет” — отметил своё 250-летие в 2006 году. Театр прославился благодаря великим актёрам М. Щепкину, П. Мочалову, А. Ленскому, Г. Федотовой, М. Ермоловой, В. Пашенной, М. Царёву и многим другим.
Оригинальный текст (англ.)10007 Malytheatre
Discovered 1976 Dec. 16 by L. I. Chernykh at the Crimean Astrophysical Observatory.
The oldest Russian theater, Maly Theatre in Moscow, also known as Ostrovsky's house and “The Second Moscow University”, celebrated its 250th anniversary in 2006. The theater became famous due to the great actors M. Schepkin, P. Mochalov, A. Lensky, G. Fedotova, M. Ermolova, V. Pashennaya, M. Tsarev and many others.
Источники: 20070106/MPCPages.arc; M.P.C. 58594.

## Орбита

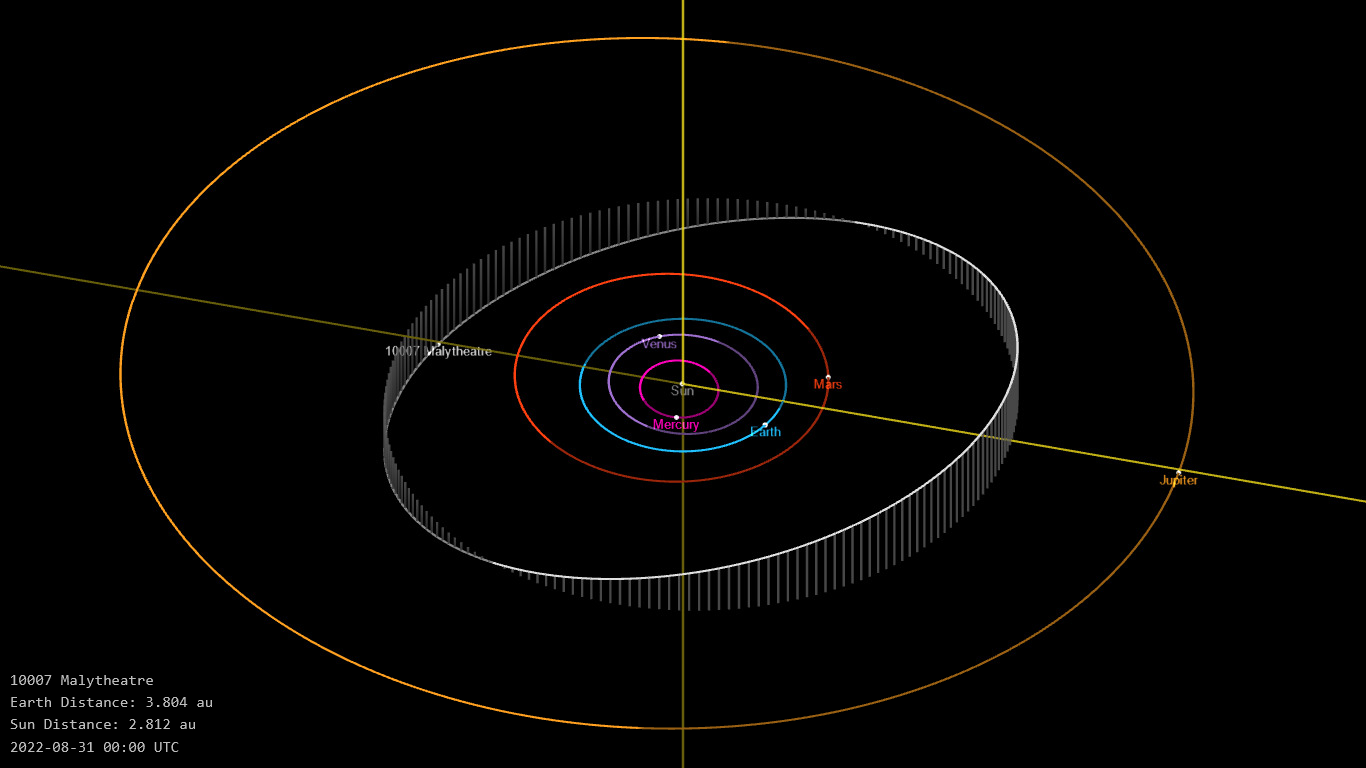
Орбита астероида Малыйтеатр и его положение в Солнечной системе

## Физические характеристики
Астероид относится к таксономическому классу C.
По результатам наблюдений в видимом и ближнем инфракрасном диапазоне космического телескопа NEOWISE и наблюдений в инфракрасном диапазоне спутника Akari диаметр астероида сначала оценивался равным 25,908±0,137 км, позже — 26,05±0,83 км, 29,88±7,07 км и 25,855±0,153 км. Согласно тем же источникам альбедо оценивается как 0,0603±0,0038, 0,064±0,005, 0,03±0,01 и 0,060±0,015.